# Olena Chekan
Olena Vasilivna Chekan (també Yelena Chekan; ucraïnès: Олeнa Вacилівнa Чeкaн; polonès: Helena Czekan; serbi: Jelena Чекић; Kíev, Ucraïna, 26 d'abril de 1946 - 21 de desembre de 2013) va ser una actriu de cinema, guionista i periodista soviètica i ucraïnesa.

## Inicis
El seu pare era Vasily Ioannovich Chekan, i sa mare Lyubov Pavlovna Chekan - Tarapon. El 1972 es va graduar a l'Institut de Teatre Boris Shchukin de Moscou, amb Vladimir Etush com a director artístic. Chekan va estudiar art dramàtic en els mateixos anys, juntament amb Natalya Gundareva i Konstantin Raikin.

## Carrera
Va treballar com a actriu al Teatre Dramàtic de Moscou a Malaya Bronnaya, al Teatre Dramàtic Pushkin de Moscou, als Estudis de Cinema Alexander Dovzhenko (Kíev), al Teatre Estudi "Suzirya" a Kíev. També va treballar a la televisió ucraïnesa, a 1+1 com a editora creativa del projecte "Document". Chekan va treballar a la revista Ukrainskyi Tyzhden com a periodista i assistent d'editor en cap des del dia de la fundació de la revista el 2007.
El primer paper de Chekan al cinema va ser a Solaris d'Andrei Tarkovsky. Va ser una actriu popular i coneguda a mitjans de la dècada de 1980 i va actuar en més de 50 obres al cinema, incloent papers principals i papers secundaris també. Chekan també va treballar en més de 30 projectes teatrals interpretant papers principals i secundaris. Chekan fou membre de la Unió de Cineastes de l'URSS i Ucraïna i membre de la Unió de Treballadors del Teatre de l'URSS i Ucraïna.
A la primavera de 2012, a Chekan se li va diagnosticar un càncer cerebral de quarta etapa. Va morir el 21 de desembre de 2013.